# Насир, Хассан
Хассан Насир (Hassan Nasir; 1 января 1928 — 13 ноября 1960) — деятель рабочего движения Пакистана, генеральный секретарь запрещённой Коммунистической партии Пакистана (КПП) и секретарь левой Национальной партии Авами (Национальной народной партии).

## Биография
Хассан Насир родился в Хайдарабаде (Декан). Он был внуком по материнской линии наваба Мохсин-уль-Мулька, одного из основателей Всеиндийской мусульманской лиги. После окончания колледжа он был принят в Кембриджский университет в Англии, где познакомился с различными идеологами марксизма.
По возвращении в Индию он объединил свои силы с угнетенными индуистскими крестьянами Теланганы и вместе с Махдумом Мохиуддином принял участие в антиколониальных восстаниях против мусульманских разакаров, к огорчению своей буржуазной семьи. Однако после раздела Индии и освобождения Хайдарабада от власти низама индийскими войсками коммунистическое движение в Телангане рухнуло, и в регионе была создана временная военная администрация, подчинившая коллективизированные коммуны, созданные крестьянскими повстанцами. Индийская армия преследовала оставшиеся коммунистические партизанские группировки в сельской местности, что и побудило Насира эмигрировать в Пакистан в 1947 году.
По прибытии в Карачи в 1950 году он возобновил свою политическую деятельность и вскоре стал одним из самых опасных коммунистов в глазах правящей элиты правых исламистов. Таким образом, несмотря на то, что Хассан был потомком аристократической семьи из Хайдарабада (Декан), он встал на защиту угнетенных. Как видный левый активист пользовался популярностью среди студентов, крестьян и рабочих.
В 1954 году он был арестован правительством, заключён в тюрьму, подвергнут пыткам, а затем принудительно отправлен обратно в Индию. Но уже год спустя он сбежал из-под стражи в Индии и снова вернулся в Пакистан. Воссоединение Насира с индийскими коммунистами еще больше радикализовало его идеологию и закалило его как личность. После возвращения в Карачи он стал секретарем Национальной партии Авами (Национальной народной партии).

## Гибель
В 1960 году он был арестован в Карачи, помещен в камеру в форте Лахора и подвергнут там жестоким пыткам, от которых скончался. Умер во время допроса в форте Лахор в центре заключения, установленном режимом военного положения Айюб Хана. После убийства его изуродованное тело было спешно похоронено полицией. Сообщения о пытках внушали страх, и на несколько месяцев протесты приостановились.
Однако его мученичество вызвало такое брожение среди населения, что правительству президента Айюб Хана пришлось эксгумировать его тело, чтобы выставить случившееся «самоубийством» и отрицать факт пыток. Сегодня от камеры, в которой он был убит, ничего не осталось, кроме стены с маленьким окном.
Хасан Насир был доставлен в камеру форта Лахор 13 сентября 1960 года. 13 ноября в 12:40 помощнику заместителя генерального инспектора Департамента уголовных расследований позвонил линейный офицер форта Лахора и сообщил, что Хасан Насир был найден повешенным в камере № 13 в 11:00 того же дня.
4 декабря 1960 года мать Хасана Насира, Захра Аламдар Хусейн, прибыла в Лахор из своего дома в индийском Хайдарабаде. Она была свидетельницей эксгумации тела на кладбище Миани Сахиб 12 декабря 1960 года. Тело подверглось поздней стадии разложения, поэтому опознать его было невозможно. Госпожа. Хусейн выступила в суде с заявлением, что, по ее мнению, это не тело Хасана Насира, и отказалась забрать его. Позже полиция Анаркали перезахоронила тело в неизвестной могиле.